# D-Deprenil
D-Deprenil, também conhecido como dextro-N-propargil-N-metilanfetamina, é um inibidor da MAO-B e um pró-fármaco que se metaboliza em dextronfetamina e metanfetamina e, por isso, também atua como agente de liberação de noradrenalina e dopamina (NDRA). É o enantiômero oposto do L-Deprenil (selegilina).
L-Deprenil (selegilina), também um inibidor da MAO-B, é metabolizado em em L-anfetamina e L-metanfetamina, que são dois agentes de liberação de noradrenalina. Em estudos aplicados em ratos, descobriu-se que o D-deprenil tem maior atividade dopaminérgica e potencial de efeito de reforço, enquanto o L-Deprenil não possui estímulo reforçador relevante.
Além de agir como NDRA e inibidor da MAO-B, D-Deprenil possui alta afinidade com os receptores sigma-1 (σ1; Ki = 79 nM), assim como outros derivados de anfetamina. Seu isômero selegilina, liga-se aos receptores sigmas com uma afinidade 3,5 vezes menor.